# تپه اطراف شهر سوخته ۲۵۹
تپه اطراف شهر سوخته ۲۵۹ در شهرستان زابل، بخش شیب آب، دهستان لوتک، روستای حومه شهر سوخته، ۱۴/۸ کیلومتری جنوب غرب پایگاه باستان‌شناسی شهر سوخته واقع شده و این اثر در تاریخ ۲۰ اسفند ۱۳۸۵ با شمارهٔ ثبت ۱۸۰۶۷ به‌عنوان یکی از آثار ملی ایران به ثبت رسیده است.